# Lithocarpus ailaoensis
Lithocarpus ailaoensis är en bokväxtart som beskrevs av Aimée Antoinette Camus. Lithocarpus ailaoensis ingår i släktet Lithocarpus och familjen bokväxter. Inga underarter finns listade.